# Phrurotimpus truncatus
Espèce
Phrurotimpus truncatus est une espèce d'araignées aranéomorphes de la famille des Phrurolithidae.

## Distribution
Cette espèce est endémique de Californie aux États-Unis,. Elle se rencontre vers le parc national de Yosemite.

## Publication originale
- Chamberlin & Ivie, 1935 : Miscellaneous new American spiders. Bulletin of the University of Utah, vol. 26, no 4, p. 1-79 (texte intégral).